# Adri van Es

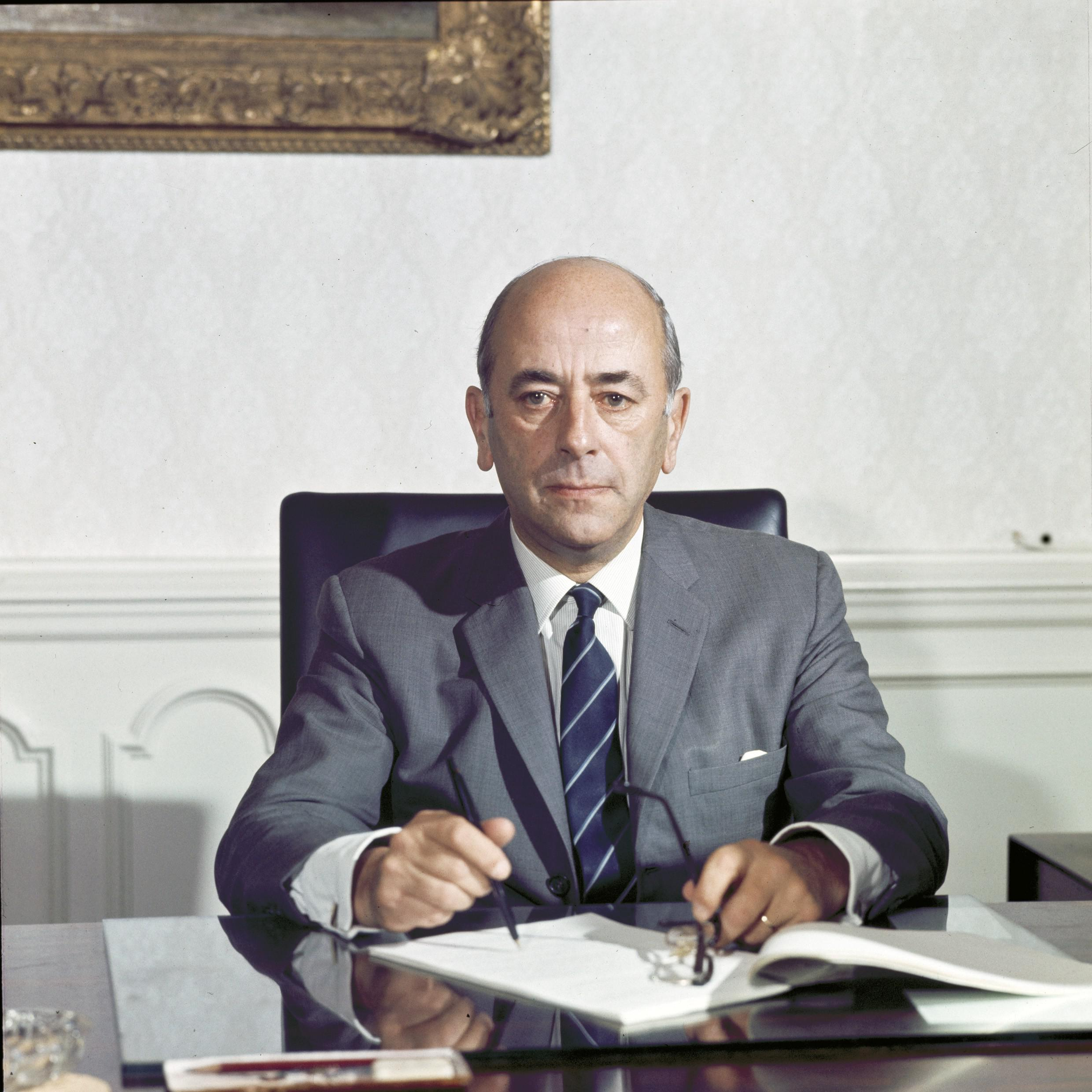
Adri van Es

Adrianus „Adri“ van Es (* 28. April 1913 in Amersfoort, Provinz Utrecht; † 6. Januar 1994 in Wassenaar, Provinz Südholland) war ein niederländischer Vizeadmiral der Koninklijke Marine und Politiker der Anti-Revolutionaire Partij (ARP), der unter anderem mehrere Jahre Staatssekretär in verschiedenen Regierungen war.

## Leben

### Offizier der Koninklijke Marine
Van Es absolvierte nach dem Besuch der Eerste Openbare Lagere School sowie der Höheren Bürgerschule in Amersfoort zwischen dem 3. September 1930 und dem 5. September 1933 eine Ausbildung zum Offizier am Königlichen Marineinstitut (Koninklijk Instituut voor de Marine) in Den Helder.
Im Anschluss wurde er Seeoffizier der Koninklijke Marine und wurde zunächst am 5. September 1933 Leutnant zur See Dritter Klasse sowie am 5. September 1935 Leutnant zur See Zweiter Klasse. Nach seiner Beförderung zum Leutnant zur See Erster Klasse wurde er 1940 Kommandeur der Küstengeschützbatterie auf der Insel Vlieland und befand sich nach seiner Gefangennahme zwischen 1942 und 1945 in deutscher Kriegsgefangenschaft.
Nach Ende des Zweiten Weltkrieges verblieb er in der Marine und war zwischen 1947 und 1956 Kommandant der von der Royal Australian Navy übernommenen Korvette Boeroe, die als Minensuchboot in Niederländisch-Indien eingesetzt wurde. Nach seiner Rückkehr in die Niederland war er kurzzeitig 1956 Leiter des Referats für Bewaffnung  der Materialabteilung im Marineministerium (Ministerie van Marine), sowie im Anschluss zwischen 1956 und 1957 Kommandant des Zerstörers Friesland.
1957 wurde er Chef des Operation-Referates in der Hauptabteilung des Marinestabes im Marineministerium, das 1959 Teil des Verteidigungsministeriums (Ministerie van Defensie) wurde, und bekleidete diese Funktion bis 1960. Während dieser Zeit war van Es, der 1959 zum Kapitän zur See befördert wurde, mit der Organisation der Verteidigung von Niederländisch-Neuguinea betraut. Zugleich war er Vorstandsmitglied des für Artillerieeinrichtungen zuständigen Staatsbetriebes Staatsbedrijf Artillerie-Inrichtingen.
Im Anschluss fungierte er zwischen 1961 und 1962 als Kommandant des 5. Marinegeschwaders, das unter anderem in Niederländisch-Neuguinea stationiert war, als Indonesien versuchte das Gebiet durch Landung von Truppen ab dem 18. Dezember 1961 gewaltsam seinem Staatsgebiet einzugliedern. 1962 gehörte er zur niederländischen Delegation bei den Verhandlungen mit den Vereinten Nationen und Indonesien über die Zukunft Niederländisch-Neuguineas.
Nach seiner Beförderung zum Konteradmiral (Schout-bij-nacht) übernahm van Es zwischen dem 10. Dezember 1962 und dem 14. August 1963 kommissarisch die Funktion als Flaggoffizier für Material.

### Staatssekretär im Verteidigungsministerium
Am 14. August 1963 wurde van Es, der 1959 als Mitglied der Anti-Revolutionaire Partij (ARP) beitrat, von Ministerpräsident Victor Marijnen zum Staatssekretär für Angelegenheiten der Koninklijke Marine im Verteidigungsministerium in dessen Kabinett berufen und übte dieses Amt auch in den nachfolgenden Regierungen Cals, Zijlstra und De Jong bis zum 6. Juli 1971 aus. 1967 wurde er zum Vizeadmiral befördert.
In der im Anschluss von Ministerpräsident Barend Biesheuvel gebildeten Regierung blieb er vom 14. Juli 1971 bis zum 16. September 1972 Staatssekretär im Verteidigungsministerium, wobei er nunmehr für Personal- und Materialpolitik zuständig war.
Am 1. Januar 1975 übernahm van Es den Vorsitz des KWF Kankerbestrijding, einer nach Königin Wilhelmina benannten Stiftung zur Förderung der Krebsbehandlung. Des Weiteren wurde er 1975 Mitglied des Beirates für Verteidigungsangelegenheiten.
Für seine langjährigen Verdienste in Marine und Politik wurde van Es mit dem Offizierskreuz des Orden von Oranien-Nassau ausgezeichnet sowie am 20. Oktober 1972 zum Kommandeur des Orden vom Niederländischen Löwen ernannt.